# Lịch sử Côn Đảo
Côn Đảo là tên gọi chung của một quần đảo ở ngoài khơi bờ biển Nam Bộ Việt Nam và cũng là đơn vị hành chính cấp huyện trực thuộc tỉnh Bà Rịa – Vũng Tàu. Là một huyện đảo của Việt Nam, Côn Đảo còn giữ một vị trí đặc biệt trong lịch sử Việt Nam khi có quá khứ hơn 100 năm là nơi giam giữ và lưu đày tù nhân lớn nhất và khắc nghiệt nhất ở Đông Dương. Hàng vạn tù nhân chính trị đấu tranh cho quyền độc lập, tự do và thống nhất Việt Nam bị giam giữ và lưu đày nơi đây. Ngày nay, Côn Đảo còn được biết đến như điểm du lịch nghỉ dưỡng và tham quan với các bãi tắm và khu bảo tồn thiên nhiên Vườn quốc gia Côn Đảo.

## Lịch sử

### Nhận diện cư dân tiền sử qua kết quả khảo cổ học
Căn cứ vào các kết quả khảo cổ học, các nhà nghiên cứu cho rằng Côn Đảo đã có sự hiện diện của con người từ thời tiền sử qua các di vật công cụ tạo tác, được xác định "ở vào khoảng giữa sơ kỳ thời đại Kim khí và có quan hệ mật thiết với di vật gốm thời tiền Sa Huỳnh sớm ở Nam Trung Bộ và Đông Nam Bộ".

### Các ghi chép của các nhà hàng hải phương Tây
Nằm cách xa đất liền, nhưng do nằm ở vị trí thuận lợi trên đường hàng hải nối liền Âu-Á nên Côn Đảo sớm được người phương Tây biết đến. Theo tài liệu "Relation des Voyages par les Arabes et Persans dans l’Inde et la Chine dans le IX siècle de l’Ère Chrétienne", dẫn theo ghi chép của thương nhân Ả Rập sống ở thế kỷ thứ IX là Soleyman cho biết "sau khi rời Senef, các thủy thủ phải mất mười ngày mới đến được Sender-Foulat". Một tài liệu khác, "Relations de Voyages et Textes Géograaphiques Arabes, Persans et Turks Relatifs à l’Extrême-Orient", cũng dẫn theo ghi chép của Sulaymân (một cách phiên âm khác từ Soleyman), ghi địa danh này là Cundur-fũlát. Gabriel Ferrand cũng chú giải thêm: Cundur-fũlát là cách đọc cổ, Sundur-fũlát là cách đọc hiện đại; có nghĩa là những hòn đảo trái bí (les iles de la courge) trong tiếng Mã Lai. Ông cũng khẳng định đó chính là đảo Poulo Condore, tọa lạc tại địa điển cách đồng bằng sông Mékong bốn mươi dặm về phía Nam; tương ứng vị trí quần đảo Côn Đảo ngày nay.
Trong tác phẩm Marco Polo du ký, thương gia người Ý Marco Polo có ghi chép vào năm 1294, đoàn thuyền buôn 14 chiếc của ông trên đường từ Trung Hoa về nước bị một cơn bão nhấn chìm mất 8 chiếc; số còn lại đã dạt vào trú tại Côn Đảo, được ông ghi nhận với tên gọi Poulo Condore.

### Công cuộc khai thác của các chúa Nguyễn trên biển Đông
Giai đoạn thế kỷ XV - thế kỷ XVI: có rất nhiều đoàn du hành của châu Âu ghé qua thăm Côn Đảo.
Cuối thế kỷ XVII và đầu thế kỷ XVIII: các nhà tư bản Anh, Pháp đã bắt đầu để ý đến các nước phương Đông. Nhiều lần các công ty của Anh, Pháp cho người tới Côn Đảo điều tra, dò xét tình hình mọi mặt với dụng ý chiếm Côn Đảo.
Năm 1702, tức năm thứ 12 đời Chúa Nguyễn Phúc Chu, đích thân giám đốc Công ty Đông Ấn của Anh chỉ huy quân đổ bộ lên Côn Đảo, xây dựng pháo đài và cột cờ.
Sau 3 năm, vào ngày 3 tháng 2 năm 1705 thì xảy ra cuộc nổi dậy của lính Macassar (lính người Sulawesi). Đoàn quân Anh phải rời bỏ Côn Đảo.

Thực tế, chúa Nguyễn đã diệt trừ sự chiếm đóng Côn Đảo của người Anh:
Tân tỵ, năm thứ 10 [1701]...
Mùa thu, tháng 8,... Giặc biển là người An Liệt Man 安烈蠻 (1. Tức người Anh (English).) có 8 chiếc thuyền đến đậu ở đảo Côn Lôn 崑崙 [nay là Côn Đảo]. Trưởng là bọn Tô Lạt Già Thi 蘇喇伽施 5 người tự xưng là nhất ban, nhị ban, tam ban, tứ ban, ngũ ban (2. Tức các cấp bực quan một, quan hai v.v... ) (mấy ban cũng như mấy bực, nguyên người Tây phương dùng những tên ấy để gọi bọn đầu mục của họ) cùng đồ đảng hơn 200 người, kết lập trại sách, của cải chứa đầy như núi, bốn mặt đều đặt đại bác. Trấn thủ dinh Trấn Biên là Trương Phước Phan 張福攀 (con Chưởng dinh Trương Phước Cương 張福崗, lấy công chúa Ngọc Nhiễm 玉冉) đem việc báo lên. Chúa [Nguyễn Phúc Chu] sai Phước Phan tìm cách trừ bọn ấy.
...

Mùa đông, tháng 10, dẹp yên đảng An Liệt 安烈黨. Trước là Trấn thủ Trấn Biên Trương Phước Phan mộ 15 người Chà Và 闍婆 [Đồ Bà] sai làm kế trá hàng đảng An Liệt để thừa chúng sơ hở thì giết. Bọn An Liệt không biết. Ở Côn Lôn hơn một năm không thấy Trấn Biên xét hỏi, tự lấy làm đắc chí. Người Chà Và nhân đêm phóng lửa đốt trại, đâm chết nhất ban, nhị ban, bắt được ngũ ban trói lại, còn tam ban, tứ ban thì theo đường biển trốn đi. Phước Phan nghe tin báo, tức thì sai binh thuyền ra Côn Lôn, thu hết của cải bắt được dâng nộp. Chúa trọng thưởng người Chà Và và tướng sĩ theo thứ bực. Tên ngũ ban thì đóng gông giải đi, chết ở dọc đường.
Ngày 28 tháng 11 năm 1783, trong chuyến đem hoàng tử Cảnh và vương ấn của Chúa Nguyễn Ánh về Pháp, Pigneau de Béhaine (Bá Đa Lộc) tự đứng ra đại diện cho Nguyễn Ánh để ký với Bá tước De Mantmarin (đại diện cho vua Louis XVI của Pháp) một hiệp ước tên gọi là Hiệp ước Versailles. Đây là văn kiện đầu tiên nhượng cho Pháp chủ quyền cửa biển Touron và quần đảo Côn Lôn. Đổi lại, Pháp sẽ giúp Nguyễn Ánh 4 tàu chiến, 1.200 lính, 200 pháo thủ, 250 người lính Phi để chống lại nhà Tây Sơn. Cách mạng Pháp nổ ra khiến nước này không thực hiện được cam kết trên.
Tương truyền trong đợt thứ 3 bị Tây Sơn truy sát thì Nguyễn Ánh và thuộc hạ đã trốn ra Côn Lôn. Ông sống ẩn dật mấy tháng trời ở đây. Vì thế, hiện nay ở đảo Côn Sơn có một ngọn núi cao gọi là núi Chúa; ở làng An Hải có đền thờ thứ phi của Nguyễn Ánh là Hoàng Phi Yến và ở làng Cỏ Ống có Miếu Cậu thờ Hoàng tử Cải con của thứ phi Hoàng Phi Yến.
Ngày 22 tháng 8 năm 1822, sau khi đi ngang hai đảo tí hon, The Brothers hòn Trứng Lớn - Nhỏ, tàu của Crawfurd tới đảo Pulo Condore. Ông cho rằng người dân Cochin China dễ gần và đáng tin tưởng hơn người Xiêm. Khi lên bờ, ông đã thấy tàn tích nhà máy cũ của người Anh xây trước đây trên đảo: "cách đó khoảng 118 năm, tức năm 1702 - 1704, người Anh đã thiết lập đồn lính và nhà máy trên đảo này. Trước đó họ đã bị đuổi khỏi Chusan (Trung Quốc), Thống đốc Ketchpoole khuyến khích người Celebes làm lính thuê trong 3 năm. Ông ta không trả đúng tiền lương và những người lính đã nổi loạn, thảm sát người Anh trên đảo. Những người còn sống sót chạy sang Johor." (Như vậy, người Anh đã không hề biết gì về kế hoạch bảo vệ Côn Đảo của chúa Nguyễn.) Ngay khi đặt chân lên đảo, người dân chào đón đoàn của Crawfurd một cách tự tin và thẳng thắn mặc dù có lẽ họ hiếm khi gặp người châu Âu. Một nhóm thanh niên đang chơi bóng đá trên bãi biển vội ngừng cuộc vui, dẫn đoàn của Crawfurd đi gặp thôn trưởng. Vị thôn trưởng đáng kính này khoảng 45 tuổi, mời đoàn người châu Âu đi tham quan. Một số người dân và quan chức lên thăm tàu, họ mang theo hàng hóa để trao đổi với hàng hóa Châu Âu. Theo Crawfurd, người dân ở đây Côn Đảo thanh bần và đáng mến hơn so với người Xiêm tham lam, giảo trá, bất kể tầng lớp mà ông đã gặp ở Xiêm. Vị quan tốt bụng, đứng đầu trên đảo, tên là Cham-Kwan-Luong. Quần đảo Pulo Condore gồm 12 đảo, đủ kích cỡ. Đảo lớn nhất Côn Sơn, dài 12 dặm, rộng cỡ 4 dặm. Tên gọi theo tiếng Mã Lai của Pulo Condore có nghĩ là đảo Bí đao; người An Nam không biết tên này, họ gọi nó là Koh-naong Côn Nôn. Ngôi làng trong vịnh lớn nhất có khoảng 300 dân. Còn hai làng khác trên đảo, tổng cộng dân trên đảo khoảng 800 người. Toàn bộ người dân ở đây là người Cochin China Việt Nam, không có người Hoa hay Campuchia ở đây. Người dân Pulo Condore mua gạo chủ yếu từ Saigun Sài Gòn, đổi lại họ bán rùa, hải sản... Họ cũng cống nạp rùa sống đồi mồi cho vua Cochin China. Crawfurd sau đó được biết rằng vua nước Cochin China hiện đang ở Huế, còn Chao-Kun Tả Quân, vị Thống đốc Lower Cochin China Nam Kỳ, thì đang ở Saigun. Crawfurd nóng lòng được gặp vị quan ở Saigun đó, bởi ngoại trừ Kachao Kẻ Chợ ở Tonquin Đông Kinh, thì [Sài Gòn] là nơi giàu có nhất vương quốc này. Tàu của Crawfurd rời Pulo Condore đi Cape St. James Vũng Tàu.

### Côn Đảo trong bản đồ hành chính Việt Nam
Vào thời Gia Long, theo Đại Nam nhất thống chí thì Côn Đảo thuộc quyền quản hạt của đạo Cần Giờ, trấn Phiên An, tổng trấn Gia Định (Gia Định thành); đến năm Minh Mạng 20 (1839) thì Côn Đảo được chuyển sang thuộc tỉnh Vĩnh Long của Nam Kỳ Lục tỉnh.
Trước thời Pháp thuộc, Côn Đảo thuộc tỉnh Hà Tiên, sau đổi cho tỉnh Vĩnh Long quản lý.

### Từ vị trí chiến lược hàng hải đến địa ngục trần gian
Ngày 1 tháng 9 năm 1858, Pháp tấn công Đà Nẵng, chiếm đóng bán đảo Sơn Trà và chuẩn bị đánh Huế.
Tháng 4 năm 1861, Pháp đánh chiếm Định Tường. Chính trong thời gian này, Pháp khẩn cấp đặt vấn đề chiếm đóng Côn Đảo vì sợ Anh chiếm mất vị trí chiến lược quan trọng này.
Vào lúc 10 giờ sáng, ngày 28 tháng 11 năm 1861, Thủy sư đô đốc Hải quân Pháp là Louis Adolphe Bonard hạ lệnh cho tàu thông báo Norzagaray đến chiếm Côn Đảo, thượng cờ Pháp.
Trung úy Hải quân Pháp Lespès Sebastien Nicolas Joachim lập biên bản "Tuyên cáo chủ quyền" của Pháp tại Côn Đảo.
Ngày 14 tháng 1 năm 1862, chiếc tàu chở hàng Nievre đưa một số nhân viên ra đảo. Những người này có nhiệm vụ tìm vị trí thuận lợi dựng tạm hải đăng Côn Đảo nhằm chống chế nếu có nước nào phản kháng hành động tuyên bố chủ quyền.
Ngày 5 tháng 6 năm 1862, triều đình Huế ký Hòa ước Nhâm Tuất với Pháp. Khoản 3 của Hoà ước ghi rõ rằng nhà Nguyễn phải nhượng hoàn toàn chủ quyền Côn Lôn cho Hoàng đế Pháp. Nguyễn (2012) cho rằng, sở dĩ Pháp ép triều đình Huế là do Anh phản đối việc Pháp chiếm Côn Lôn năm 1861. Lý lẽ của Anh là, Pháp chiếm đảo dựa theo một hiệp ước vốn dĩ không được thi hành (tức Hiệp ước Versailles năm 1783).

### Nhà tù Côn Đảo

Tượng người tù Côn Đảo

Ngày 1 tháng 2 năm 1862, Bonard ký quyết định thành lập nhà tù Côn Đảo, từ đó biến Côn Lôn thành nơi giam giữ những người tù chính trị Việt Nam với hệ thống chuồng cọp nổi tiếng. Dưới thời Pháp thuộc đã có câu rằng:
"Côn Lôn đi dễ khó về
Già đi bỏ xác, trai về nắm xương."
Danh sách quản đốc Pháp ở Côn Đảo:
| 1. Felix Roussel (1862-1863) 2. Bizot (1863-1864) 3. Benoist (1864-1866) 4. Boubé (1866-1869) 5. Stiedel (1869-1870) 6. Claudot (1870-1871) 7. Gaudot (1871-1872) 8. Chevillet (1872-1874) 9. Symphor (1874-1875) 10. Morin (1875-1876) 11. Pasquet de la Broue (1876-1877) 12. Disnematin Dorat (1877-1878) 13. Pasquet de la Broue (1878-1882) 14. Bosquet (1882-1884) | 15. Caffort (1884-1887) 16. Sellier (1887-1890) 17. René (1890-1892) 18. Jacquet (1892-1896) 19. De Colbert (1896-1898) 20. Morizet (1898-1908) 21. Melaye (1908-1909) 22. Cudenet (1909-1913) 23. De Gailland (1913-1914) 24. Joseph O'Connell (1914-1916) 25. Royer (1916-1917) 26. Andouard (1917-1919) 27. Lambert (1919-1927) 28. Bouvier (1927-1934) | 29. Cremanzy (1934-1935) 30. Bouvier (1935-1942) 31. Brouillonet (1942-1943) 32. Tisseyre (1943-1945) 33. Hilaire (1945) 34. Lê Văn Trà (1945) 35. Gimbert (1946) 36. Honecker (1946-1947) 37. Jacques Brulé (1947-1948) 38. Henri Lafosse (1948-1951) 39. H. Jarty (1951-1953) 40. Aloise Blanck (1953-1955) |

Dưới chế độ nhà tù Côn Đảo, khoảng 20.000 người Việt Nam thuộc nhiều thế hệ đã chết và được chôn cất tại Nghĩa trang Hàng Dương.
Ngày 16 tháng 5 năm 1882, Tổng thống Pháp Jules Grévy ký sắc lệnh công nhận quần đảo Côn Lôn là một quận của Nam Kỳ.

### Thời Việt Nam Cộng hòa
Tháng 9 năm 1954, dưới chính quyền Quốc gia Việt Nam, Thủ tướng Ngô Đình Diệm tiếp tục chế độ nhà tù của Pháp và đổi tên quần đảo Côn Lôn thành hải đảo Côn Sơn
Ngày 22 tháng 10 năm 1956, Tổng thống Ngô Đình Diệm ký sắc lệnh số 143-NV công bố danh sách các đơn vị hành chính Nam Việt, trong đó có tỉnh Côn Sơn.
Ngày 24 tháng 4 năm 1965, chính quyền Việt Nam Cộng hòa đổi tỉnh Côn Sơn thành '"'Cơ sở Hành chính Côn Sơn trực thuộc Bộ Nội vụ. Chức tỉnh trưởng được đổi thành đặc phái viên hành chính.
Ngày 1 tháng 11 năm 1974, dưới thời Đệ Nhị Cộng hòa Việt Nam của Tổng thống Nguyễn Văn Thiệu, Cơ sở hành chính Côn Sơn đổi tên thành thị xã Phú Hải thuộc tỉnh Gia Định. Các trại tù đều được ghép thêm chữ Phú: Trại I thành Trại Phú Thọ, Trại II thành Trại Phú Sơn, Trại IV thành Trại Phú Tường, Trại V thành Trại Phú Phong, Trại VI thành Trại Phú An, Trại VII thành Trại Phú Bình và Trại VIII thành Trại Phú Hưng. Giai đoạn này số tù nhân lên đến 8.000 người.

### Quần đảo ngục tù thành thiên đường nghỉ dưỡng
Ngày 1 tháng 5 năm 1975, quân Mặt trận Dân tộc Giải phóng miền Nam Việt Nam tiếp quản Côn Đảo.
Ngày 18 tháng 9 năm 1976, Hội đồng Chính phủ ra Nghị định số 164-CP thành lập huyện Côn Sơn trực thuộc Thành phố Hồ Chí Minh.
Ngày 15 tháng 1 năm 1977, Quốc hội nước Cộng hòa xã hội chủ nghĩa Việt Nam khóa VI, kỳ họp thứ 2 ban hành nghị quyết phê chuẩn việc đổi tên huyện Côn Sơn thành huyện Côn Đảo và sáp nhập huyện Côn Đảo vào tỉnh Hậu Giang.
Ngày 30 tháng 5 năm 1979, huyện Côn Đảo sáp nhập với thị xã Vũng Tàu và xã Long Sơn thuộc huyện Châu Thành, tỉnh Đồng Nai để thành lập đặc khu Vũng Tàu - Côn Đảo trực thuộc trung ương. Ngày 10 tháng 12 năm 1979, Côn Đảo được chuyển thành quận trực thuộc đặc khu Vũng Tàu - Côn Đảo.
Ngày 12 tháng 8 năm 1991, đặc khu Vũng Tàu - Côn Đảo giải thể, Côn Đảo trở thành huyện thuộc tỉnh Bà Rịa – Vũng Tàu như hiện nay.
Hiện nay Côn Đảo là một huyện có chính quyền một cấp, thông qua các cơ quan chức năng huyện, trực tiếp đến địa bàn khu dân cư, không có các cấp phụ thuộc như xã, phường hay thị trấn.